# Conel Hugh O'Donel Alexander
Conel Hugh O'Donel Alexander foi um jogador de xadrez, mestre internacional de xadrez epistolar (1970) e Grande Mestre de Xadrez (1950). Apesar dos resultados irregulares em competições, foi considerado o melhor jogador da Grã-Bretanha de 1937 a até o meio da década de 1950 tendo vencido o campeonato nacional em 1938 e 1956 em treze competições disputadas. Participou de seis Olimpíadas de Xadrez entre 1933 a 1956. Seus melhores resultados em competições foram  Torneio de Hastings alcançando segundo lugar em 1937, empatado com Keres e atrás de Samuel Reshevsky, e o primeiro lugar em 1953 após uma partida de desempate contra David Bronstein que durou vários dias e teve vários adiamentos. Durante a Segunda Guerra Mundial foi um dos três cripto-analistas que juntos decodificaram o código nazista Enigma. Devido a natureza de seu trabalho, não podia participar de competições em países sob influência soviética.

## Principais publicações[1]
- A Book of Chess (1973)
- Fischer v. Spassky, Reykjavik (1972)
- Alekhine's Best Games of Chess 1938-45 (1949)